# Shurṭah Bārīs
Shurṭah Bārīs es un distrito de la gobernación de Nuevo Valle, Egipto. En julio de 2017 tenía una población estimada de 13 615 habitantes.
Se encuentra ubicado al suroeste del país, en el desierto Líbico, cerca de la frontera con Sudán y Libia.